# キンダーガーテン・ティーチャー
『キンダーガーテン・ティーチャー』（原題:The Kindergarten Teacher）は2018年に公開されたアメリカ合衆国のドラマ映画である。監督はサラ・コランジェロ、主演はマギー・ジレンホールが務めた。本作は2014年に公開されたイスラエル映画『הגננת』をリメイクした作品である。

## ストーリー
リサ・スピネリは幼稚園の教員として生計を立てていたが、キャリアの閉塞感に苦悩していた。リサは家族を愛していたが、その距離は徐々に開きつつあると感じていた。さらには、趣味の詩作も上手く行かないというありさまであった。ある日、リサは園児のジミーが詩を口ずさんでいるのを耳にした。その後、リサが詩の集まりでジミーの詩を諳んじたところ、講師（サイモン）と受講生一同が感嘆した。それを見たリサはジミーの才能を確信し、自分の手で天才詩人を育て上げようと決意した。
リサはジミーのベビーシッター、ベッカにジミーが口ずさんだ詩を書き留めるように依頼した。ベッカは快く同意したが、彼女の保育の様子を眺めたリサは「ベッカはジミーを赤ん坊のように扱っている。あれでは詩人の才能が伸びるはずがない」と思った。そこで、リサはジミーに自分の電話番号を教え、詩を思いついたら自分に電話するように言った。その後、サイモンに呼ばれたリサはマンハッタンの会合で自作の詩を朗読して欲しいと頼まれた。サイモンはジミーの詩をリサが作ったものだと勘違いし、すっかりリサに魅了されていたのである。その結果、サイモンとリサはベッドを共にすることになった。
リサはジミーの父親（ニキル）に会って「息子さんには詩人の才能があります」と伝えた。ニキルはそれを聞いて喜んだが、ジミーが詩人の道を歩むことには難色を示した。リサはニキルに「ベッカの代わりに私を雇ってください。放課後のジミーの面倒は私が見ます」と申し出たところ、ニキルは喜んで同意した。ある夜、リサは野球の練習に連れて行けというニキルの指示に反して、ジミーを詩の集まりに連れて行った。ジミーが詠んだ詩に一同は感動したが、リサに騙されていたと思い込んだサイモンは激怒し、「二度と会合に来るな」とリサに言い放った。翌日、ニキルはリサが指示に反したことに憤慨し、「ジミーを他の幼稚園に通わせる」と彼女に告げた。
「このままではジミーの才能が潰されてしまう」と考えたリサはとち狂った行動に打って出るのだった。

## キャスト
- マギー・ジレンホール - リサ・スピネリ
- パーカー・セヴァク - ジミー・ロイ
- マイケル・チャーナス - グラント・スピネリ
- ガエル・ガルシア・ベルナル - サイモン
- アンナ・バリシニコフ - メーガン
- アジェイ・ナイデュ - ニキル・ロイ
- ローサ・サラザール - ベッカ
- サム・ジュールス - ジョシュ・スピネリ
- デイジー・ターハン - レイニー・スピネリ
- サムラート・チャクラバーティ - サンジェイ・ロイ

## 製作
2017年5月、マギー・ジレンホールが本作に出演するとの報道があった。7月10日、ローサ・サラザール、マイケル・チャーナス、アンナ・バリシニコフ、デイジー・ターハン、サムラート・チャクラバーティ、ガエル・ガルシア・ベルナルがキャスト入りした。12日、本作の主要撮影がニューヨークで始まった。

## 公開
2018年1月19日、本作はサンダンス映画祭でプレミア上映され、コランジェロがドラマ部門の監督賞を受賞した。2月22日、Netflixが本作の北米配信権を獲得したと発表した。9月6日、本作は第43回トロント国際映画祭で上映された。10月4日、本作はハンプトンズ国際映画祭のオープニング作品として上映された。

## 評価
本作は批評家から絶賛されている。映画批評集積サイトのRotten Tomatoesには53件のレビューがあり、批評家支持率は89%、平均点は10点満点で7.2点となっている。サイト側による批評家の見解の要約は「マギー・ジレンホールの名演のお陰で、『キンダーガーテン・ティーチャー』はオリジナルに匹敵するインパクトを有する英語版のリメイク作品となった。」となっている。また、Metacriticには20件のレビューがあり、加重平均値は76/100となっている。